# Emma Hewitt
Emma Louise Hewitt (Geelong, 28 aprile 1988) è una cantante e compositrice australiana con cittadinanza olandese.

## Biografia
Emma fu la leader della rock band australiana "Missing Hours", con la quale produsse l'omonimo album nell'ottobre del 2008. La band che Emma formò con suo fratello Anthony è inattiva, perché entrambi si sono trasferiti in Europa e lavorano come compositori per Electronic dance music.
Emma ha uno sfondo musicale Rock, nel 2007 ha prodotto il suo singolo di debutto nel campo della Progressive house, "Carry Me Away", che ha visto la collaborazione del DJ Britannico Chris lake. Il singolo ha raggiunto il numero 11 nella classifica spagnola e la numero 12 in quella finlandese. Il singolo rimase per 50 settimane nella Billboard hot dance airplay charts negli Stati Uniti e raggiunse la numero 1 nel dicembre del 2009.
Dopo il successo del suo primo singolo, ha lavorato con molti dj produttori trance come Cosmic Gate, Gareth Emery,  Ronski Speed e i Dash Berlin. Il singolo "Waiting", che pubblicò nel 2009 con gli stessi Dash Berlin, ha raggiunto la posizione numero 25 in Belgio. Nel programma radiofonico di Armin Van Buuren, A State Of Trance, la canzone fu eletta la seconda miglior canzone del 2009 e agli International Dance Music Awards "Waiting" fu premiata come 'best HiNRG/Euro Track: Emma era stata nominata due volte per la categoria Best Trance Track con "Waiting" e "Not Enough Time".

## Discografia
Come Missing Ours
- Missing Ours (2008)

Come Emma Hewitt
- Burn the Sky Down (18 maggio 2012)
- Starting Fires (9 novembre 2012)

Singoli
- Colours (16 gennaio 2012)
- Miss You Paradise (30 aprile 2012)
- Foolish Boy (27 agosto 2012)
- Rewind (3 dicembre 2012)

Collaborazioni
- 2007: Chris Lake feat. Emma Hewitt – Carry Me Away (Hot Dance Airplay #1, Global Dance Tracks #28)
- 2009: Cosmic Gate feat. Emma Hewitt – Not Enough Time
- 2009: Serge Devant feat. Emma Hewitt – Take Me With You
- 2009: Dash Berlin feat. Emma Hewitt – Waiting
- 2009: Amurai feat. Emma Hewitt – Crucify Yourself
- 2010: Ronski Speed pres. Sun Decade feat. Emma Hewitt – Lasting Light
- 2010: Marcus Schössow & Reeves feat. Emma Hewitt – Light
- 2010: Gareth Emery with Emma Hewitt – I Will Be the Same
- 2010: Lange feat. Emma Hewitt – Live Forever
- 2011: Dash Berlin feat. Emma Hewitt – Disarm Yourself
- 2011: Allure feat. Emma Hewitt – No Goodbyes
- 2011: Allure feat. Emma Hewitt – Stay Forever
- 2011: Micky Slim feat. Emma Hewitt - Tonight
- 2011: Cosmic Gate feat. Emma Hewitt - Be Your Sound
- 2011: Cosmic Gate feat. Emma Hewitt - Calm Down
- 2012: Dash Berlin feat. Emma Hewitt – Like Spinning Plates
- 2013: Armin Van Buuren feat. Emma Hewitt – Forever Is Ours
- 2017: Andrew Rayel & Emma Hewitt - My Reflection